# Clifton James
Clifton James (n. en Nueva York, Estados Unidos, el 29 de mayo de 1921-f. en Gladstone, Oregón, 15 de abril de 2017) fue un actor estadounidense que intervino como el sheriff J. W Pepper en las películas Vive y deja morir (1973) y El hombre de la pistola de oro (1974). También interpretó papeles de sheriff en las películas Superman II (1980) y El expreso de Chicago, de 1976.
Clifton James estuvo sirviendo en la Armada estadounidense durante cinco años en el transcurso de la Segunda Guerra Mundial. Sirvió durante cuarenta y dos meses en el Pacífico Sur, desde enero de 1942 hasta agosto de 1945. Se graduó en la Universidad de Oregón. Participó en el año 1990 y 1983 en las series de televisión americanas Dallas y The A-Team. Poseía un marcado acento del sur. Hizo su debut en Broadway, en la obra teatral The Cave Dwellers. Clifton estuvo en la longeva serie de televisión estadounidense Bonanza, que empezó a emitirse en 1959. Actuó como el sheriff Oliver Chauncey en El expreso de Chicago y también apareció en Superman II. 
Residía en Nueva York con su mujer. Tuvo seis hijos. Apareció en la película The Untouchables, con Robert De Niro y Sean Connery entre otros. Sus padres fueron Grace Dean y Harry James.
- Datos: Q490347